# انیونتاون (کنتاکی)
انیونتاون (به انگلیسی: Uniontown) شهری در ایالت کنتاکی کشور ایالات متحده آمریکا است که جمعیت آن در سرشماری سال ۲۰۱۰ میلادی، ۱٬۰۰۲ نفر بوده‌است.